# ليزا فوروكاوا
ليزا فوروكاوا (بالإنجليزية: Lisa Furukawa)‏ هي عازفة بيانو وملحنة ومغنية وكاتبة غنائية أمريكية، ولدت في 25 يناير 1976.

## وصلات خارجية
- الموقع الرسمي
- ليزا فوروكاوا على موقع ميوزك برينز (الإنجليزية)